# Duńscy posłowie do Parlamentu Europejskiego 2009–2014
Duńscy posłowie VII kadencji do Parlamentu Europejskiego zostali wybrani w wyborach przeprowadzonych 7 czerwca 2009.

## Lista posłów
Wybrani z listy Socialdemokraterne
- Ole Christensen
- Claus Larsen-Jensen, poseł do PE od 13 grudnia 2013
- Britta Thomsen
- Christel Schaldemose

Wybrani z listy Venstre
- Jens Rohde
- Morten Løkkegaard
- Anne E. Jensen

Wybrani z listy Socjalistycznej Partii Ludowej
- Margrete Auken
- Emilie Turunen

Wybrani z listy Duńskiej Partii Ludowej
- Anna Rosbach Andersen
- Morten Messerschmidt

Wybrany z listy Konserwatywnej Partii Ludowej
- Bendt Bendtsen

Wybrana z listy Ruchu Ludowego przeciw UE
- Rina Ronja Kari, poseł do PE od 5 lutego 2014

Byli posłowie VII kadencji do PE
- Dan Jørgensen (wybrany z listy Socialdemokraterne), do 11 grudnia 2013, zrzeczenie
- Søren Søndergaard (wybrany z listy Ruchu Ludowego przeciw UE), do 4 lutego 2014, zrzeczenie